# Лажеаду-Эстрела (микрорегион)

Лажеаду-Эстрела на карте.

Лажеаду-Эстрела (порт. Microrregião de Lajeado-Estrela) — микрорегион в Бразилии, входит в штат Риу-Гранди-ду-Сул. Составная часть мезорегиона Восточно-центральная часть штата Риу-Гранди-ду-Сул. 
Население составляет 	305 560	 человек (на 2010 год). Площадь — 	4 055,376	 км². Плотность населения — 	75,35	 чел./км².

## Демография
Согласно сведениям, собранным в ходе переписи 2010 г. Национальным институтом географии и статистики (IBGE), население микрорегиона составляет:						
| Полное население                             | Полное население                             | Полное население                             | Полное население                             | 305 560 |
| -------------------------------------------- | -------------------------------------------- | -------------------------------------------- | -------------------------------------------- | ------- |
| в том числе:                                 | Городское население                          | 228 851                                      | Процент городского населения, %              | 74,90   |
|                                              | Сельское население                           | 76 709                                       | Процент сельского населения, %               | 25,10   |
|                                              | Мужское население                            | 151 111                                      | Процент мужского населения, %                | 49,45   |
|                                              | Женское население                            | 154 449                                      | Процент женского населения, %                | 50,55   |
| Плотность населения, чел/км²                 | Плотность населения, чел/км²                 | Плотность населения, чел/км²                 | Плотность населения, чел/км²                 | 75,35   |
| Население микрорегиона в % к населению штата | Население микрорегиона в % к населению штата | Население микрорегиона в % к населению штата | Население микрорегиона в % к населению штата | 2,86    |

## Статистика
- Валовой внутренний продукт на 2003 составляет 4 270 440 624,00 реалов (данные: Бразильский институт географии и статистики).
- Валовой внутренний продукт на душу населения на 2003 составляет 14 741,40 реалов (данные: Бразильский институт географии и статистики).
- Индекс развития человеческого потенциала на 2000 составляет 0,787 (данные: Программа развития ООН).

## Состав микрорегиона
В составе микрорегиона включены следующие муниципалитеты:
1. Аррою-ду-Мею
2. Бон-Ретиру-ду-Сул
3. Бокейран-ду-Леан
4. Канудус-ду-Вали
5. Капитан
6. Колинас
7. Кокейру-Байшу
8. Крузейру-ду-Сул
9. Дотор-Рикарду
10. Энкантаду
11. Эстрела
12. Фазенда-Виланова
13. Форкетинья
14. Имигранти
15. Лажеаду
16. Маркис-ди-Соза
17. Мусун
18. Нова-Бресия
19. Паверама
20. Позу-Нову
21. Прогресу
22. Релваду
23. Рока-Салис
24. Санта-Клара-ду-Сул
25. Сериу
26. Табаи
27. Такуари
28. Теутония
29. Травесейру
30. Веспазиану-Корреа